# Разом нас багато
«Разом нас багато» (с укр. — «Вместе нас много») — хип-хоповый сингл украинской группы «Гринджолы», ставший неофициальным гимном Оранжевой революции.

## История
Название песни происходит от известной чилийской песни «El pueblo unido jamás será vencido» («Объединённый народ никогда не будет побеждён»), созданной композитором Серхио Ортегой и исполненной группой Quilapayún, которая была неофициальным гимном левого блока «Unidad Popular» («Народное единство»), приведшего на президентских выборах 1970 года к победе Сальвадора Альенде.
Песня была издана в альбоме «Хай буде так» («Да будет так») и была выбрана для презентации Украины на песенном конкурсе «Евровидение-2005», проходившем в Киеве. По требованию конкурса была создана новая версия песни, в которой устранили противоречащие регламенту политические моменты. Песня заняла 19-е место; наивысший балл получила от польских телезрителей (первое место). Песня была переведена на разные языки, в частности польскими хип-хоповцами под названием «Jest nas wielu». Композиция спрятана как пасхальное яйцо в компьютерной игре «S.T.A.L.K.E.R.: Тень Чернобыля» .

## Мультимедиа
- Видеоверсия для конкурса Евровидение